# Felipe Bardi
Felipe Bardi dos Santos (ur. 8 października 1998 w Americana) – brazylijski lekkoatleta, sprinter, wielokrotny medalista mistrzostw Ameryki Południowej, uczestnik letnich igrzysk olimpijskich w Tokio i Paryżu.

## Przebieg kariery
W latach 2014–2016 startował w zawodach lekkoatletycznych rozgrywanych głównie w Brazylii, w ich ramach występował nie tylko w konkurencjach biegowych, ale też w konkurencji skoku w dal. Był uczestnikiem mistrzostw świata juniorów w Bydgoszczy, gdzie uczestniczył w konkursie biegu sztafetowego 4 × 100 m, jednak brazylijska sztafeta została zdyskwalifikowana w eliminacjach. W 2017 zdobył dwa medale mistrzostw Ameryki Południowej, brązowy w biegu na 100 m i złoty w sztafecie 4 × 100 m. Dwa lata później zdobył kolejny medal mistrzostw Ameryki Płd., tym razem srebrny w biegu na 100 m. W trakcie rozgrywanych w Guayaquil mistrzostw Ameryki Płd. sięgnął po trzy złote medale – w biegu na 100 i 200 m oraz w biegu sztafetowym 4 × 100 m.
Reprezentował swój kraj na igrzyskach olimpijskich w Tokio. W biegu na 100 m odpadł w eliminacjach, zajmując w swej grupie 5. pozycję z czasem 10,26, a w biegu sztafetowym 4 × 100 m zespół z jego udziałem również odpadł w eliminacjach, zajmując 4. pozycję w swej kolejce (z czasem 38,34).

## Osiągnięcia
| Rok     | Zawody                                 | Miasto        | Miejsce | Konkurencja        | Wynik |
| ------- | -------------------------------------- | ------------- | ------- | ------------------ | ----- |
| 2016    | Mistrzostwa świata juniorów            | Bydgoszcz     | DSQ H   | sztafeta 4 × 100 m | N/A   |
| 2017    | Mistrzostwa Ameryki Południowej        | Asunción      | 3.      | bieg na 100 m      | 10,29 |
| 2017    | Mistrzostwa Ameryki Południowej        | Asunción      | 1.      | sztafeta 4 × 100 m | 39,47 |
| 2017    | Mistrzostwa panamerykańskie juniorów   | Trujillo      | 3.      | bieg na 100 m      | 10,47 |
| 2017    | Mistrzostwa panamerykańskie juniorów   | Trujillo      | 4.      | sztafeta 4 × 100 m | 39,98 |
| 2019    | Mistrzostwa Ameryki Południowej        | Lima          | 2.      | bieg na 100 m      | 10,43 |
| 2021    | World Athletics Relays                 | Chorzów       | DSQ     | sztafeta 4 × 100 m | N/A   |
| 2021    | Mistrzostwa Ameryki Południowej        | Guayaquil     | 1.      | bieg na 100 m      | 10,10 |
| 2021    | Mistrzostwa Ameryki Południowej        | Guayaquil     | 1.      | bieg na 200 m      | 20,49 |
| 2021    | Mistrzostwa Ameryki Południowej        | Guayaquil     | 1.      | sztafeta 4 × 100 m | 39,10 |
| 2021    | Letnie igrzyska olimpijskie            | Tokio         | 5. H    | bieg na 100 m      | 10,26 |
| 2021    | Letnie igrzyska olimpijskie            | Tokio         | 4. H    | sztafeta 4 × 100 m | 38,34 |
| 2022    | Halowe mistrzostwa Ameryki Południowej | Cochabamba    | 1.      | bieg na 60 m       | 6,62  |
| 2022    | Halowe mistrzostwa świata              | Belgrad       | 6. SF   | bieg na 60 m       | 6,67  |
| 2022    | Mistrzostwa świata                     | Eugene        | 5. H    | bieg na 100 m      | 10,22 |
| 2022    | Mistrzostwa świata                     | Eugene        | 7.      | sztafeta 4 × 100 m | 38,25 |
| 2022    | Igrzyska Ameryki Południowej           | Asunción      | 2.      | bieg na 100 m      | 38,25 |
| 2022    | Igrzyska Ameryki Południowej           | Asunción      | DNF     | sztafeta 4 × 100 m | N/A   |
| 2023    | Mistrzostwa Ameryki Południowej        | São Paulo     | 1.      | sztafeta 4 × 100 m | 38,70 |
| 2023    | Mistrzostwa świata                     | Budapeszt     | 6. H    | bieg na 100 m      | 10,25 |
| 2023    | Mistrzostwa świata                     | Budapeszt     | DSQ     | sztafeta 4 × 100 m | N/A   |
| 2023    | Igrzyska panamerykańskie               | Santiago      | 2.      | bieg na 100 m      | 10,31 |
| 2023    | Igrzyska panamerykańskie               | Santiago      | 1.      | sztafeta 4 × 100 m | 38,68 |
| 2024    | Halowe mistrzostwa Ameryki Południowej | Cochabamba    | 1.      | bieg na 60 m       | 6,58  |
| 2024    | Halowe mistrzostwa świata              | Glasgow       | 4. H    | bieg na 60 m       | 6,68  |
| 2024    | Mistrzostwa ibero-amerykańskie         | Cuiabá        | 1.      | bieg na 100 m      | 10,14 |
| 2024    | Mistrzostwa ibero-amerykańskie         | Cuiabá        | 1.      | sztafeta 4 × 100 m | 39,19 |
| 2024    | Letnie igrzyska olimpijskie            | Paryż         | 4. H    | bieg na 100 m      | 10,18 |
| 2024    | Letnie igrzyska olimpijskie            | Paryż         | 6. H    | sztafeta 4 × 100 m | 38,73 |
| 2025    | Halowe mistrzostwa Ameryki Południowej | Cochabamba    | 2.      | bieg na 60 m       | 6,64  |
| 2025    | Mistrzostwa Ameryki Południowej        | Mar del Plata | 1.      | bieg na 100 m      | 9,99  |
| 2025    | Mistrzostwa Ameryki Południowej        | Mar del Plata | 2.      | sztafeta 4 × 100 m | 39,62 |
| 2025    | World Athletics Relays                 | Kanton        | 4. RR   | sztafeta 4 × 100 m | 38,64 |
| Źródło: |                                        |               |         |                    |       |

## Rekordy życiowe
(stan na 28 lutego 2025)
- bieg na 100 m – 9,96 (9 września 2023, São Bernardo do Campo) rekord Brazylii oraz rekord Ameryki Południowej
- bieg na 200 m – 20,44 (15 maja 2021, Azusa)
- sztafeta 4 × 100 m – 38,19 (25 sierpnia 2023, Budapeszt)

Halowe
- bieg na 60 m – 6,58 (27 stycznia 2024, Cochabamba)

Źródło: 